# Antonio Medrano
Antonio Medrano Espárrago (Badajoz, 6 de marzo de 1946-Madrid, 8 de enero de 2022) fue un escritor, militar, traductor, grafólogo y filósofo tradicionalista español.

## Biografía
Nacido en el seno de una familia de empresarios agrícolas e industriales. Su padre fue un destacado militar, del ejército del Aire. Licenciado en Ciencias Empresariales por el ICADE y experto en política internacional, Medrano dedicó su vida a traducir y escribir obras de contenido filosófico y tradicional.
En el pensamiento y la obra de Antonio Medrano confluyen dos corrientes fundamentales: la tradición Occidental, tanto en su línea cristiana como precristiana clásica (griega, romana, céltica y germánica), y las tradiciones orientales (budismo, taoísmo, hinduismo y sintoísmo), sin perder de vista otras doctrinas y ramas tradicionales como el zoroastrismo, la antigua religión egipcia e incaica, el sufismo, la cábala y el misticismo cristiano.

## Obras publicadas
- El Islam y Europa (1977)
- La luz del Tao (1996)
- Magia y misterio del liderazgo (1996)
- La vía de la acción (1998)
- Sabiduría activa (1998)
- El espíritu de oración (1998). Traducción de la obra de William Law con el prólogo de Antonio Medrano
- La lucha con el dragón (1999)
- Tai Chi Yin de Shaolin (1999). En conjunto con Rafael Alonso
- La senda del honor (2002)
- La Via dell’Azione. L’agire giusto e corretto di fronte al disordine attivistico (2021, versión revisada y traducida al italiano)